# Kani Kouyaté
Kani Kouyaté (Treichville, 8 agosto 1990) è una cestista ivoriana.

## Carriera
Con la Costa d'Avorio ha disputato sette edizioni dei Campionati africani (2007, 2009, 2011, 2013, 2017, 2019, 2021).